# Agrochola mansuetodes
Agrochola mansuetodes är en fjärilsart som beskrevs av Embrik Strand. Agrochola mansuetodes ingår i släktet Agrochola och familjen nattflyn. Inga underarter finns listade i Catalogue of Life.